# Chuí
Chuí is een stad en gemeente in Brazilië gelegen in de staat Rio Grande do Sul. De gemeente telt 6.165 inwoners (2006) en is sinds 1997 een aparte gemeente, toen deze werd afscheiden van Santa Vitória do Palmar. Chuí is gelegen aan de grens met Uruguay, met aan de andere kant van de grens de stad Chuy. Ze zijn samen uniek doordat ze de Avenida Internacional delen, een straat die de grens tussen beide landen vormt. Op 12 oktober 1851 werd de stad gesticht.
De stad is de zuidelijkste stad van het land. In de typisch Braziliaanse uitspraak Do Oiapoque ao Chuí (van Oiapoque naar Chuí, de noordelijkste en zuidelijkste stad van het land), wordt er gerefereerd aan de omvang van het land. De uitspraak is vergelijkbaar met de Amerikaanse uitspraak from coast to coast.

## Aangrenzende gemeenten
De gemeente grenst aan Santa Vitória do Palmar.

### Landsgrens
En met als landsgrens aan de stad Chuy in de gelijknamige gemeente in het departement Rocha met het buurland Uruguay.

## Verkeer en vervoer
De plaats ligt aan de wegen BR-471 en RS-699. Aan de andere zijde van de grens vervolgt weg zich als Route 9.

## Galerij

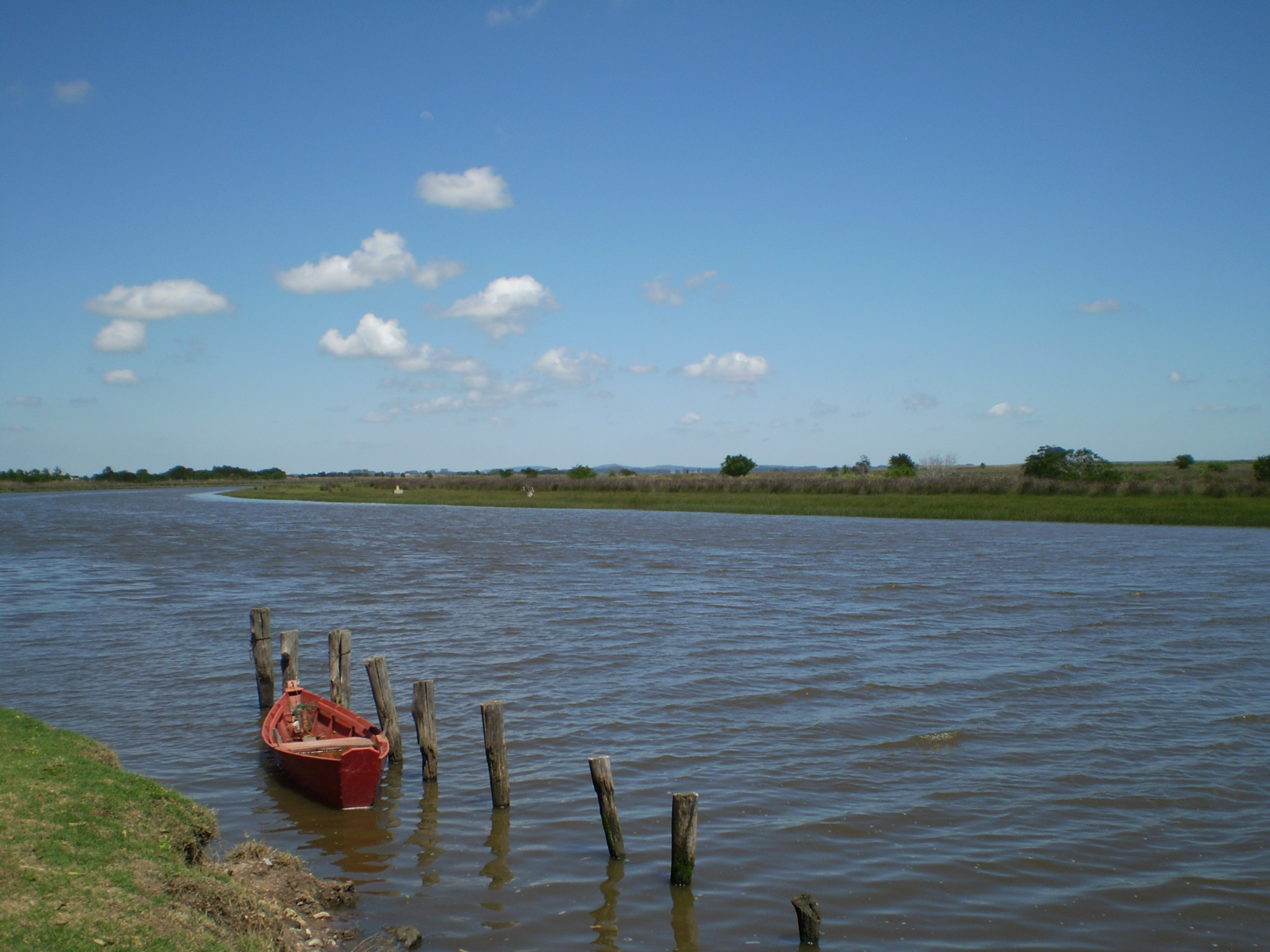
Arroio Chuí, het zuidelijkste punt van Brazilië, gezien vanuit Uruguay
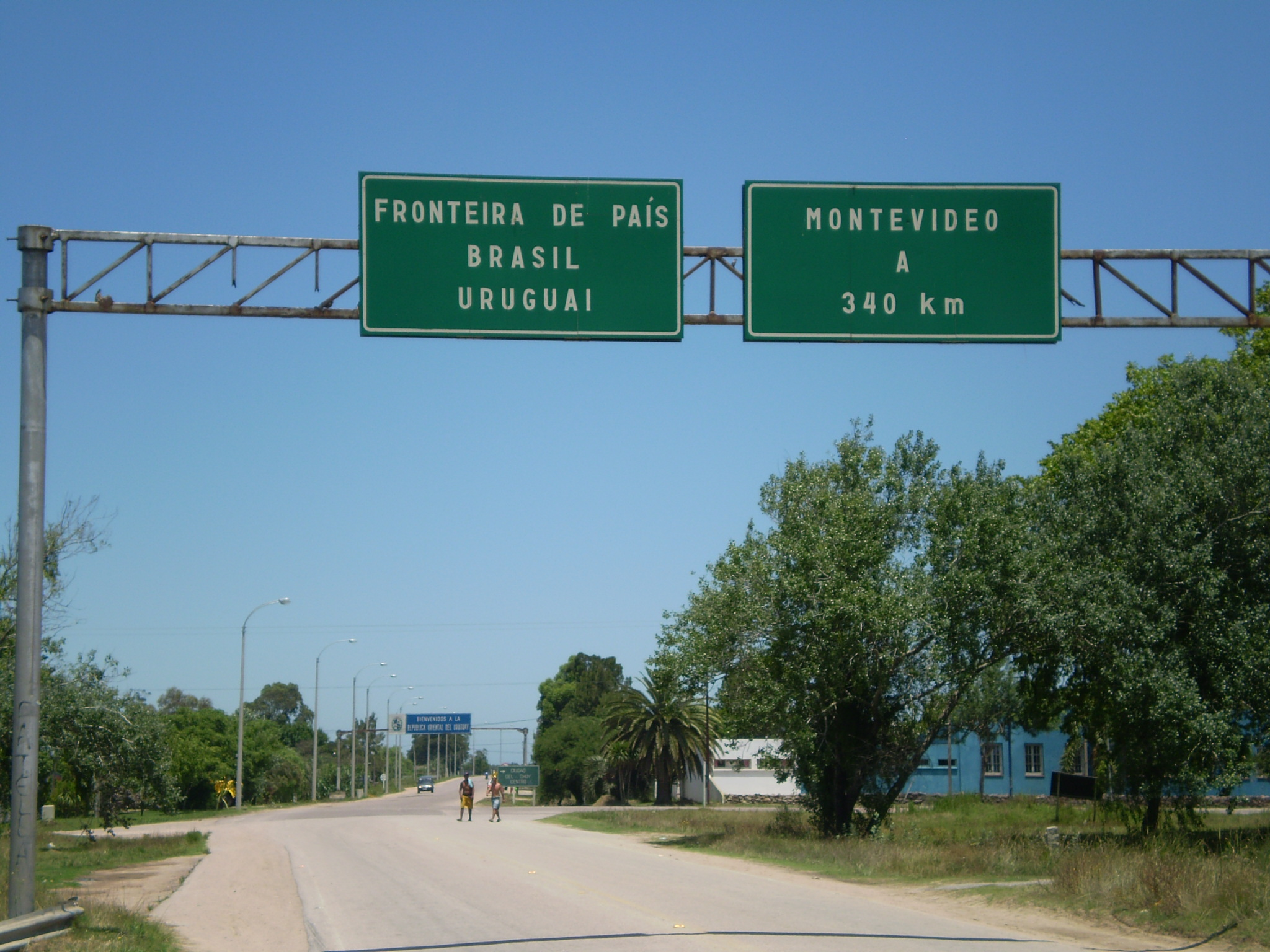
De grens tussen Brazilië en Uruguay op de BR-471 bij Chuí